# Elezioni parlamentari in Norvegia del 2009
Le elezioni parlamentari in Norvegia del 2009 si tennero il 14 settembre per il rinnovo dello Storting. In seguito all'esito elettorale, Jens Stoltenberg, espressione del Partito Laburista, fu confermato Ministro di Stato.

## Risultati
| Liste                          | Voti      | %     | Seggi |
| ------------------------------ | --------- | ----- | ----- |
| Partito Laburista Norvegese    | 949 049   | 35,37 | 64    |
| Partito del Progresso          | 614 717   | 22,91 | 41    |
| Høyre                          | 462 458   | 17,24 | 30    |
| Partito Socialista di Sinistra | 166 361   | 6,20  | 11    |
| Partito di Centro              | 165 006   | 6,15  | 11    |
| Partito Popolare Cristiano     | 148 748   | 5,54  | 10    |
| Venstre                        | 104 144   | 3,88  | 2     |
| Rødt                           | 36 219    | 1,35  | –     |
| Partito dei Pensionati         | 11 900    | 0,44  | –     |
| Partito Ambientalista I Verdi  | 9 286     | 0,35  | –     |
| I Cristiani                    | 5 341     | 0,20  | –     |
| Partito Cristiano di Unità     | 4 936     | 0,18  | –     |
| Democratici                    | 2 285     | 0,09  | –     |
| Partito Comunista di Norvegia  | 697       | 0,03  | –     |
| Altri <500 voti                | 1 756     | 0,07  | –     |
| Totale                         | 2 682 903 | 100   | 169   |